# 梅迪亞盧納
梅迪亞盧納（Media Luna）是古巴格拉玛省的一个市镇，位于尼克罗和坎佩丘埃拉之間，毗邻瓜卡納亞沃灣，是该省的沿海地区。

## 人口和面積
2004年，梅迪亞盧納的人口为35330人。梅迪亞盧納总面积为376平方公里，人口密度为94.0/平方公里。

## 交通
古巴的公路奧里安南環線橫穿梅迪亞盧納。